# 임세병
임세병(林稅秉, Im Seb Young, 1987년 4월 8일 ~)은 대한민국 태생의 아티스트이다. 2005년도부터 한국과 프랑스에서 활발히 활동하는 예술가로, 오늘 날 다양한 예술 분야를 자유자재로 넘나드는 젊은 작가 중 하나이다. 2016년, 한국으로 보낸 대형 드로잉 작품 《당신의 우주 3번-Youniverse No.3 (이하 당신의 우주)》도난 사건이 대한민국과 프랑스, 미국 등지의 언론을 통해 보도되면서 화제가 되었다.

## 생애
대한민국 인천광역시 부평구 출신이다. 입시 미술을 거부하여 한국 미대 진학을 포기하였다. 그 후 서울특별시 등지에서 바로 화가 활동을 시작했다. 2010년, 군 전역 후 동료 예술가들과 서울에서 창작 그룹 《예술이밥먹여주나요(이하 예밥)》를 창립, 대표로 활동하였다. 2011년, 프랑스 유학길에 올라 파리 제3 대학교 및 베르사유시립미술학교에서 서양의 회화, 철학, 판화 등을 수학하였다. 2015년 말, 배접 작업을 위해 한국으로 보낸 《당신의 우주》 작품 도난 사건이 대한민국 및 프랑스 언론의 관심을 받았다. 2016년, 출판사 물질과 비물질을 통해 첫번째 수필집 《글2006-2015》를 출간하였다. 2022년, 장편소설 <우주먼지> (미출판) 중 "제1장-폭발"이 낭독극으로 무대에 올랐다.

## 주요 작품
- 출처: 공식홈페이지 / 공식페이스북 / Maison Bleu Studio

- 《당신의 우주 2번》 - 2011-2012 - 화첩에 0.3mm 펜 - 28cm x 600cm

《당신의 우주 2번》

- 《당신의 우주 3번》 - 2013-2022 - 두루마리에 0.3mm 펜과 먹 - 150cm x 1000cm

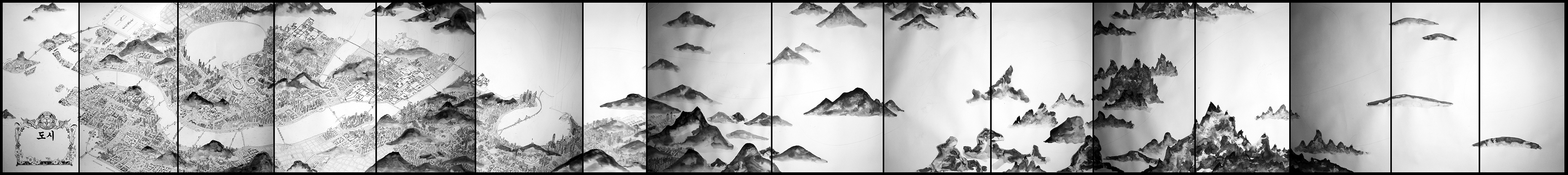
《당신의 우주 3번》

- 《글 2006-2015》 - 2016 - 수필집 - 물질과비물질 출판 및 디자인

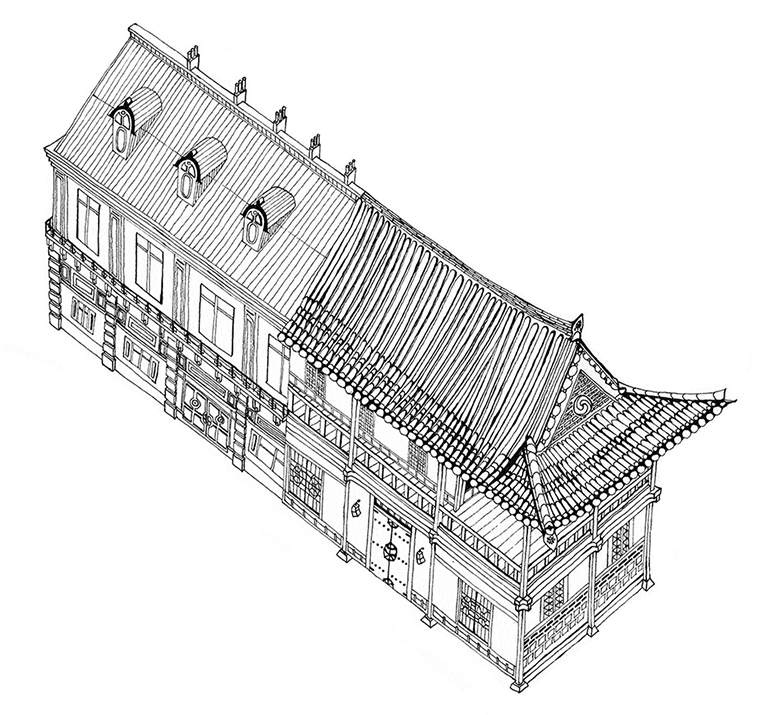
《글 2006-2015 표지 일러스트》

## 학력
- 인천고등학교 졸업
- 파리제3대학 소르본에서 프랑스어 수료
- 프랑스 베르사유 시립 미술학교 (Ecoles des Beaux-arts de Versailles) 회화, 판화 학사 졸업

## 경력

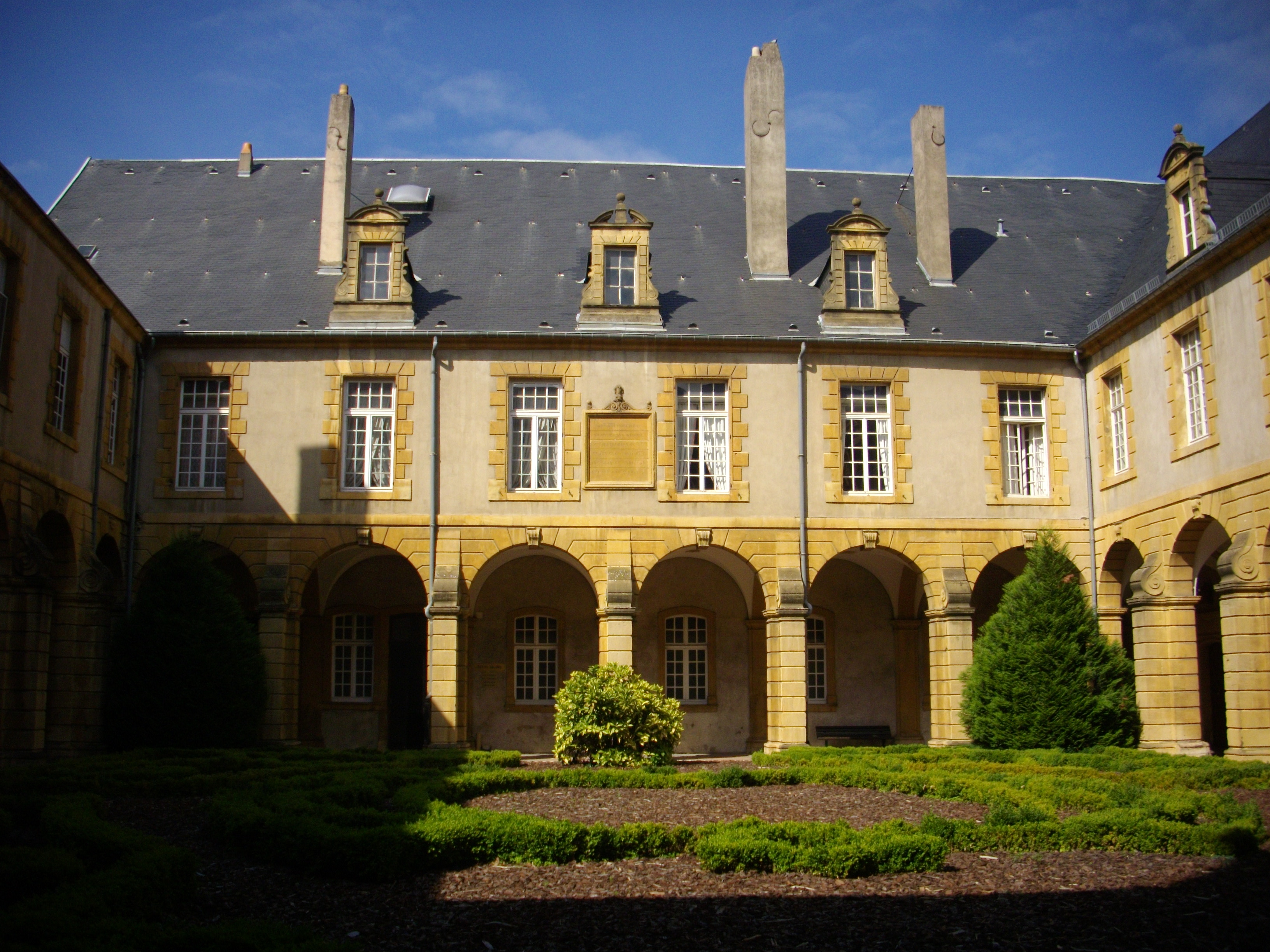
2012년, 임세병이 전시를 연 메스 (프랑스)의 Saint-Arnould 수도원의 모습

- 출처: 서울아트가이드의 김달진미술연구소 인명사전 / 작가의 공식홈페이지

| 년도 | 전시 및 활동명                                                         | 장소 및 주최                                  | 도시 및 국가 | 분류             |
| ---- | ---------------------------------------------------------------------- | --------------------------------------------- | ------------ | ---------------- |
| 2022 | 소설 낭독극 <우주먼지>-임세병作, 극단 다채 (연출:조윤영)               | 소극장혜화당                                  | 서울         | 소설 원작자      |
| 2021 | 연극 <사천의 선인>-베르톨트브레히트作, 연극 <마지막 포옹>-윌리엄인지作 | 드림씨어터, 더씨어터                          | 서울         | 무대미술         |
| 2020 | Lines Meets Lines                                                      | Daniel W.Fletcher                             | 온라인       | 패션 에디토리얼  |
| 2019 | I MISS YOU                                                             | 감독 : 김용문                                 | 온라인       | 단편영화         |
| 2018 | 당신의 우주 프리뷰                                                     | 스튜디오임세병                                | 인천         | 프리뷰전         |
| 2017 | 서울인기페스티발                                                       | Seoul Sold Out                                | 서울         | 축제             |
| 2016 | 수필집 글2006-2015                                                     | 출판사: 물질과비물질                          | 대한민국     | 출판             |
| 2015 | EDBAV                                                                  | 베르사유시립미술학교                          | 베르사유     | 단체전           |
| 2014 | PREMICES                                                               | 베르사유시립미술학교                          | 베르사유     | 단체전           |
| 2013 | Souviens-Toi                                                           | Parly2                                        | 르셰네       | 단체전           |
| 2012 | Les Journees Europeennes du Patrimoine de Metz                         | Le Jardin Des Plantes Médicinales Et Toxiques | 메스         | 특별초대전       |
| 2011 | Saloonost                                                              | 로베르네집                                    | 서울         | 개인전           |
| 2010 | 예술이밥먹여주나요                                                     | 갤러리도어                                    | 서울         | 전시기획 및 참가 |
| 2009 | KASF2009                                                               | 서울무역전시컨벤션센터                        | 서울         | 아트페어         |
| 2007 | Dirty Pink                                                             | 휴먼트리갤러리                                | 서울         | 개인전           |
| 2006 | 제2회 몸을 展하다                                                      | 31갤러리                                      | 서울         | 단체전           |
| 2005 | I-Party                                                                | 트레온토즈라운지                              | 서울         | 단체전           |

외 다수 경력활동

### 참고
- SBS 연예뉴스 - 화가 임세병 '우주먼지' 신개념 낭독극으로 재탄생 된다
- 임세병 작가와 콜라보 컬렉션
- 임세병작가와 콜라보해 한글 초성 부각
- 임세병 작가와 콜라보 제품 출시 보관됨 2022-07-25 - 웨이백 머신
- 웨스트우드, 임세병 작가와 컬래버 컬렉션을
- SBS-배송 중 사라진 그림…
- SBS 8시 뉴스 - SNS가 만든 기적 '뭉클'
- Mashable avec France 24 - Un artiste coréen soupçonne La Poste d'avoir volé sa toile et mène l'enquête
- BuzzFeedNews - Cet artiste a travaillé trois ans sur un dessin et on lui a volé
- Mashable avec France 24 - L'artiste coréen qui soupçonnait La Poste d'avoir volé son dessin l'a retrouvé
- 인터뷰 - #030-① <당신의 우주 : YOU-NIVERSE> 임세병 작가를 만나다